# FourFourTwo
Pour les articles homonymes, voir 442 (homonymie).
FourFourTwo est un magazine de football anglais, mensuel, fondé en 1994. Il y est considéré comme une référence,.
Publié par Haymarket en Angleterre et Wanaka Éditions en France, le journal tire son titre d'une formation classique du football moderne, le 4-4-2. Dans la version anglaise, le journal compte généralement 164 pages et est vendu 4,5 livres sterling. Le numéro 200 de la version anglaise sort en février 2011. En France le contenu est quelque peu différent avec une partie du magazine consacrée à la Ligue 1.
Initialement publié uniquement au Royaume-Uni, le journal paraît aujourd'hui dans 17 pays dans le monde (en Australie, au Brésil, en France, en Italie, au Portugal, en Corée, etc.) et dans plusieurs langues : anglais, mais aussi bulgare, coréen, portugais, suédois, turc, malais et thaï. Son éditeur avance qu'il est, toutes éditions confondues, le magazine de football le plus vendu dans le monde.
FourFourTwo, un jeu vidéo basé sur la marque est sorti sur Microsoft Windows en 2002.

## Classements et récompenses
FourFourTwo propose un certain nombre de classements et de prix annuels. En 2007, le magazine a établi son premier FFT100, sa liste des 100 meilleurs footballeurs du monde.
| Date | Joueur             | Club                              |
| ---- | ------------------ | --------------------------------- |
| 2007 | Kaká               | AC Milan                          |
| 2008 | Cristiano Ronaldo  | Manchester United                 |
| 2009 | Lionel Messi       | FC Barcelone                      |
| 2010 | Lionel Messi       | FC Barcelone                      |
| 2011 | Lionel Messi       | FC Barcelone                      |
| 2012 | Lionel Messi       | FC Barcelone                      |
| 2013 | Cristiano Ronaldo  | Real Madrid                       |
| 2014 | Cristiano Ronaldo  | Real Madrid                       |
| 2015 | Lionel Messi       | FC Barcelone                      |
| 2016 | Cristiano Ronaldo  | Real Madrid                       |
| 2017 | Lionel Messi       | FC Barcelone                      |
| 2018 | Lionel Messi       | FC Barcelone                      |
| 2019 | Lionel Messi       | FC Barcelone                      |
| 2020 | Robert Lewandowski | Bayern Munich                     |
| 2021 | Robert Lewandowski | Bayern Munich                     |
| 2022 | Erling Haaland     | Borussia Dortmund Manchester City |
| 2023 | Erling Haaland     | Manchester City                   |
| 2024 | Rodri              | Manchester City                   |

| Player             | Wins |
| ------------------ | ---- |
| Lionel Messi       | 8    |
| Cristiano Ronaldo  | 4    |
| Erling Haaland     | 2    |
| Robert Lewandowski | 2    |
| Kaká               | 1    |
| Rodri              | 1    |

| Clubs             | Wins |
| ----------------- | ---- |
| FC Barcelone      | 8    |
| Real Madrid       | 3    |
| Manchester City   | 3    |
| Bayern Munich     | 2    |
| AC Milan          | 1    |
| Manchester United | 1    |
| Borussia Dortmund | 1    |